# جمعة سحيم
تقع مدينة جمعة سحيم غرب المملكة المغربية على الطريق الرئيسية رقم 1 وتبعد عن مدينة آسفي بحوالي خمسين كلم0 وهي مدينة حديثة لا يزيد عمرها عن 80 سنة كما أنها تعد باستحقاق عاصمة إقليم آسفي الفلاحية وحاضرة بادية عبدة والربيعة.وتمتد جمعة سحيم في سهل فسيح يعرف بسهل اسحايم يغلب عليه الانبساط وتغطيه تربة الترس وهو ذو خصوبة كبيرة.ويذهب المؤرخون إلى أن قبيلة الربيعة التي تنتمي اليها جمعة سحيم يتجدر أصلها بالجزيرة العربية.فهي فخدة من عبدة التي هي إحدى قبائل جزيرة العرب.وبمزيد من البحث وجد المؤرخون أن لقبيلة اسحايم أصل بشبه الجزيرة العربية مازال يحمل إلى اليوم نفس الاسم.وفي المغرب يوجد لسحايم عدة فروع كفرع اسحايم المكناسي الذي كان يخدم الشيخ الكامل محمد بن عيسى مؤسس الطريقة العيساوية كما يوجد بجمعة سحيم فرع اشتهر بخدمة الحفيد سيدي عيسى بن مخلوف0

## جمعة سحيم: من قرية صغيرة إلى مدينة
تقع جمعة سحيم على ملتقى طرق هامة محورها الطريق الرئيسية رقم 8 الذي يخترق المدينة ويمثل في نفس الوقت أهم شوارعها ويسمى بشارع محمد الخامس والذي يعتبر بحق شريانها التجاري والخدماتي والترفيهي.كما أن هذه الطريق تربط المدينة بمدن كبرى كمدينة أسفي والدار البيضاء وأكادير ومراكش والصويرة.وحتى حدود القرن التاسع عشر لم تكن جمعة سحيم ذات بال أو أهمية عدا كونها توجد في منطقة ذات خصوبة وعطاء.وقد كانت في البداية عبارة عن خيمات محدودة تشكلت فيما بعد على شكل دواوير أشهرها دوار زمران والذي يعتبر بحق النواة الأولى لقرية جمعة سحيم.وقد كانت جمعة سحيم تسمى باسم هذا الدوار قبل أن يطغى عليه اسم جمعة سحيم بعد احداث السوق الاسبوعي.
وبالرجوع إلى الماضي القريب فساكنة جمعة سحيم مازالوا يروون التسلط والظلم الذي تعرض له أجدادهم من طرف القائد المتسلط عيسى بن عمر حيث يعتبر فن العيطة المجال الخصب لرواية هذا التاريخ المظلم من طغيان المخزن.وتجسد قصة خربوشة ملحمة فنية يتغنى بها أهالي عبدة والتي جسدت قوة امرأة في وجه جبروت السلطة.
وكغيرها من مناطق المغرب فلقد دخل الاستعمار إلى سهول اسحايم مستغلا سهولها الخصبة وكذلك سوقها الأسبوعي الذي يعد بحق أحد أكبر الأسواق بالمغرب.كما أن سكان جمعة سحيم لم يكونوا استثناء من أخوتهم المغاربة في الدفاع عن وطنهم حيث شارك أبناء المدينة في الحركة الوطنية والمقاومة المسلحة ويذكر التاريخ المحلي للمدينة مجموعة من المقاومين كان لهم شرف الدفاع عن الوطن والهوية الإسلامية.
وكما أسلفنا الذكر فان جمعة سحيم تظل مدينة حديثة بالمقارنة مع باقي المدن المغربية ومازالت تقف على رجل عرجاء تعاني الكثير من المشاكل تعرقل مسيرة التنمية المحلية وهي مشاكل تعود بالخصوص إلى الفساد وسوء التدبير المحلي وغياب الحكامة الصحيحة.

## المدينة تريد تنمية حقيقية
تتوفر جمعة سحيم على مجموعة من المؤسسات والمرافق المحدودة والتي لم تعد تلبي حاجات السكان وتساير حاجياتهم كما أن المدينة تفتقر إلى الكثير من المرافق الحيوية التي تحضى بها باقي المدن المغربية.وتحتل المؤسسات التعليمة بالمدينة بميزة خاصة لدى ساكنة المدينة لما لها من دور حيوي حيث تتوفر المدينة على مدرستين ابتدائيتين وتعد مدرسة طارق ابن زياد أقدم مؤسسة تعليمية بالمدينة إلى جانب اعدادية مولاي رشيد وقد كان لهما الفضل في تكوين جيل متعلم بالمدينة منذ بداية الاستقلال.أما ثانوية ابن سينا فهي أهم مؤسسة بالمدينة كما أن تلاميذها حققوا في السنوات الخيرة نتائج متميزة داخل الإقليم وجهة عبدة دكالة.والى جانب ثانوية ابن سينا هنالك ثانوية فلاحية بطريق اليوسفية والتي تحولت إلى معهد تقني فلاحي.
وفي الميدان الصحي تتوفر المدينة علة مستشفى وهو أثري من حقبة الاستعمار وقد أعيد إلى الخدمة وبه طبيب واحد كما تتوفر المدين على مستوصف صحي ودار للولادة.ويتفق الكثير على تدني مستوى الخدمات الصحية بالمدينة كما أن غالبية سكان المدينة والنواحي الفقراء لا يتمتعون بمجانية الدواء ويضطرون إلى سلوك طرق أخرى للحصول على الدواء.
وتتوفر المدينة على دار الشباب ومجموعة من الجمعيات المحلية بالإضافة إلى سوق بلدي والذي يعد أحد أكبر الأسواق بالمغرب.أما في ميدان الخدمات الترفيهية فيعاني سكان المدينة من انعدامها حيث توجد الحدائق في وضعية كارثية وتعاني من الإهمال.

## السوق الأسبوعي
يعتبرالسوق الاسبوعي لجمعة سحيم أحدأكبر الأسواق بالمغرب وبه تسمت المدينة.وقد تم احداثه ابان الفترة الاستعمارية وحظي بميزة خاصة سواء عند المعمرين أو عند المخزن وكذلك عند الأهالي والمواطنين عامة.وفي كل أسبوع يتقاطر على السوق المئات من الباعة وا التجار من مختلف بقاع المغرب وخاصة من منطقة دكالة المجاورة لقبيلة عبدة حيث يكون السوق فرصة للرواج التجاري وتناقل الأخبار وخاصة أخبار المقاومة ابان الفترة اللاستعمارية.ومن الأحداث التاريخية المرتبطة بالسوق حادثة انفجار قنبلة يدوية بالسوق خلال الفترة الاستعمارية والتي أشعلت الحماس في صفوف المقاومين والوطنيين المدافعين عن استقلال البلد.وقد حاول الاستعمار الفرنسي احداث سوق آخر مكان السوق البلدي لكن محاولته باءت بالفشل.ويعتبر السوق حاليا أحد أهم الموارد المدينة المادية ان لم نقل الوحيد إذا استثنينا دعم الدولة.وعليها تدور رحى الانتخابات والمصالح واللوبيات أو ما يسمى ب«الفنادقية».ويجمع المهتمون بالتنمية المحلية للمدينة أن المدينة لم تستفد من موارد السوق البلدي نتيجة للفساد الذي طبع التسيير المحلى للمدينة منذ سنوات حيث يجمع الكثيرون أن سماسرة الانتخابات أضاعوا للمدينة فرصة ذهبية لتكون في مستوى بعض المدن الحديثة كمدينتي اسطات وبرشيد.
أما وضعية السوق فرغم كونه موردا مهما للمدينة الا أنه لا يحظى بعناية خاصة لدى المجالس البلدية رغم كل الادعاءات باصلاحه وصرف الملايين لتهيئة مرافقه.ولعل جولة واحدة داخل السوق وخاصة أيام الشتاء تكفي لتقف على حجم الإهمال والمعاناة الحقيقية للباعة والتجار رغم أنهم يؤدون نقدا وقد عرف مؤخرا حدثا خطيرا تمثل في خروج الباعة والتجار من السوق بعدما أوقفوا حركة البيع والشراء خرجوا في مسيرة كبيرة يحملون الهراوات والعصي مقتحمين بهو البلدية وهو الأمر الذي استنفر كل السلطات تابع الفيديو التالي

## كيف يعيش ساكنة المدينة
يعيش غالبية سكان المدينة والنواحي على الفلاحة التي تعد أهم مورد للدخل المادي إلى جانب تربية الماشية وبعض الحرف الأخرى كالتجارة وبعض الصناعات كالحدادة مثلا.كما يعيش بعض ساكنة المدينة على الخدمات والوظائف.ويعتمد ساكن المدينة في حياتهم على البساطة في العيش وعدم التكلف.كما أنهم يتميزون بالنخوة وحب الشرف وينطبق عليهم المثل المغربي: اعنايتي في راسي وجوعي في كرشي.
وتنشط في جمعة سحيم مجموعة من الحرف التقليدية أهمها الحدادة والتي تنسجم مع الطبيعة البدوية والفلاحية للمنطقة حيث يتفنن أصحابها في صناعة المحاريث والسكك والعربات التي تستعمل خاصة في الحقول الزراعية.إلى جانب هذا يتعاطى جزء من سكان المدينة إلى التجارة وخاصة تجارة الحبوب وتنشط أثناء الصيف وقد اشتهرت بعض الشوارع بهذ النشاط وخاصة ما يسمى بالهرايا وهو شارع قديم بالمدينة.
وقد انتشرت مؤخرا بالمدينة مجموعة من المقاهي العصرية والتي تتنافس في خدمتها للزبون وخاصة بشارع محمد الخامس الحيوي.غير أن ما يعكر صفو هذه المدينة هو غياب فرص الشغل والاستثمار ومما يزيد الطين بلة أن المجالس البلدية التي تعاقبت على تسيير المدينة لم تبدل أي مجهود لحل هذه المعضلة المحلية والوطنية.

## وصلات خارجية
- جمعة سحيم في سطور
- حريق في مدينة جمعة سحيم التابعة لإقليم آسفي
- سلطات جمعة سحيم تتشجع وتطرد الباعة المتجولين واصحاب العربات
- معاناة جمعة سحيم
- اندلاع حريقين بجمعة سحيم